# Mynes doubledaii
Mynes doubledaii är en fjärilsart som beskrevs av Wallace 1869. Mynes doubledaii ingår i släktet Mynes och familjen praktfjärilar. Inga underarter finns listade i Catalogue of Life.